# Sheba (Mike-Oldfield-Lied)
Sheba ist ein Lied des britischen Komponisten und Multiinstrumentalisten Mike Oldfield, das im Oktober 1980 auf dessen Studioalbum QE2 veröffentlicht und einen Monat später auch als Single ausgekoppelt wurde.

## Inhalt und Musikalisches
Sheba ist ein überwiegend synthetisch geprägtes Musikstück, in dem jedoch mit afrikanischen Trommeln auch exotische Instrumente auszumachen sind. Der teilweise durch einen Vocoder gesungene Songtext, der an afrikanische, indianische oder irische Gesänge erinnert, hat laut Mike Oldfield keine Bedeutung, sondern soll einfach zur musikalischen Stimmung des Liedes passen und auch der Gesang an sich eher wie ein weiteres Instrument wirken.
Oldfield spielte für dieses Stück nahezu alle Instrumente selbst ein, lediglich am Schlagzeug ist Phil Collins zu hören. Collins wurde Oldfield von David Hentschel, dem Produzenten seines Albums QE2 empfohlen. Hentschel produzierte bereits zuvor zwischen 1976 und 1980 alle in dieser Zeit erschienenen Genesis-Alben von A Trick of the Tail bis Duke.
Der Gesang stammt, wie für diese Oldfield-Ära typisch, von Maggie Reilly, die auf QE2 ihr Debüt als Oldfields bevorzugte Sängerin gab und noch in folgenden 1980er Jahren erfolgreich mit ihm zusammenarbeiten sollte (u. a. Family Man, 1982; Moonlight Shadow, 1983; To France, 1984.) Auffallend ist zudem, dass das Stück kein für Oldfield übliches Gitarrensolo enthält.

## Veröffentlichung
Sheba wurde am 28. November 1980 von Virgin Records als zweite Singleauskopplung aus dem Album QE2 veröffentlicht. Auf der B-Seite befand sich Oldfields ebenfalls bereits auf QE2 erschienene Coverversion des Stücks Wonderful Land, das von Jerry Lordan komponiert wurde und bereits 1962 The Shadows weltberühmt gemacht hatten. In verschiedenen Ländern wurde die Single allerdings auch mit Wonderful Land auf der A-Seite und Sheba auf der B-Seite veröffentlicht. In Australien konnte sich die Single in den Top 40 der dortigen Charts platzieren, hatte aber ansonsten eher geringen Erfolg.